# رمیتشوو
رمیتشوو (به چکی: Řemíčov) یک منطقهٔ مسکونی در جمهوری چک است که در منطقه تابور واقع شده‌است. رمیتشوو ۴٫۳۳ کیلومتر مربع مساحت و ۸۱ نفر جمعیت دارد و ۵۰۰ متر بالاتر از سطح دریا واقع شده‌است.